# پتکو کاراولوف
پتکو کاراولوف (بلغاری: Петко Каравелов؛ ۲۴ مارس ۱۸۴۳ – ۲۴ ژوئیهٔ ۱۹۰۳) یک سیاست‌مدار اهل بلغارستان بود.